# Soziopod

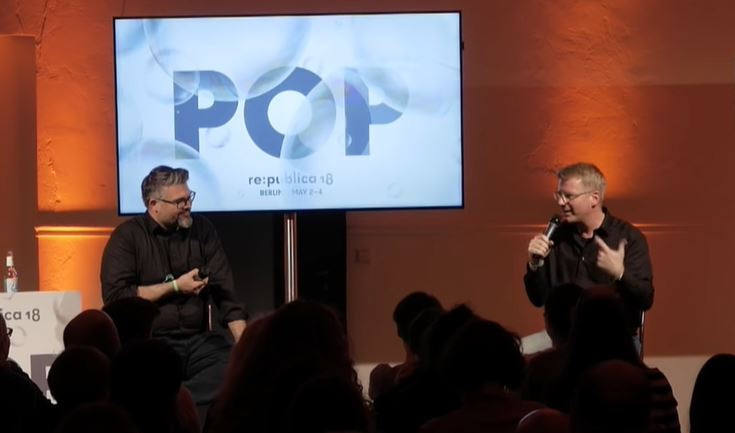
Patrick Breitenbach (links) und Nils Köbel präsentieren eine Live-Folge des Soziopods auf der re:publica 2018

Der Soziopod war ein Podcast zu soziologischen und philosophischen Themen, der von 2011 bis 2024 von dem Erziehungswissenschaftler Nils Köbel (Katholische Hochschule Mainz) und Patrick Breitenbach, Medienberater und ehemals Dozent für Neue Medien an der Karlshochschule International University, produziert wurde. 2013 wurde das Projekt als erster Podcast überhaupt mit einem Grimme Online Award (Kategorie „Wissen und Bildung“) ausgezeichnet.
In jeder Folge, deren Dauer bis zu zwei Stunden betrug, widmeten sich Breitenbach und Köbel einem Thema oder dem Werk eines bekannten Philosophen. In diesen Rollen verwenden sie die Namen Herr Breitenbach und Doktor Köbel. Nach einer einleitenden Definition erläuterten sie die wissenschaftlichen Grundlagen, bevor sie dann in einem „lockeren Zwiegespräch“ diskutierten. Dabei verfolgten sie nach eigener Aussage das Ziel, die Themen allgemeinverständlich zu präsentieren, um die „Soziologie […] auf die Straße“ zu bringen, wo sie hingehöre. Nach eigenen Angaben im Jahr 2017 erreichten die Folgen im Schnitt über 20.000, einzelne Folgen über 40.000 Zuhörer.
Der Podcast wurde zunehmend auch als Live-Veranstaltung durchgeführt. Im Juni 2015 wurde der Soziopod erstmals live und mit Publikum in der Showbühne Mainz produziert; Thema der Ausgabe war „Identität“. Im Dezember desselben Jahres war der Podcast mit einem Jahresrückblick auf dem Chaos Communication Congress zu Gast. Es folgten weitere Live-Auftritte, insgesamt zwanzig. Seit März 2016 gab es zudem die Reihe „Better call Soziopod“, die im Wort-Stream des Webradios detektor.fm im Ressort Wissen mit Hörerbeteiligung mittwochs im Abendprogramm lief. Seit August 2017 produzierten Breitenbach und Köbel unter der Bezeichnung „Radio Edition“ auch Soziopod-Ausgaben für das Kulturprogramm Bremen Zwei. Die Live-Formate wurden nur zum Teil als Podcast bereitgestellt.
Am 12. Februar 2016 erschien unter dem Titel Wie ich wurde wer ich bin, und was wir einmal sein werden bei Bastei Lübbe ein Buch zur Sendung. Von Januar 2019 bis Sommer 2020 gab es ein eigenes Webforum zu den Themen des Podcasts.
Am 5. Juni 2021 wurde der Soziopod zum Thema zeitgemäße Bildung live produziert in der SLUB in Dresden. Online konnte dabei mitdiskutiert werden. Die Veranstaltung war gleichzeitig ein Projekttag in der Umweltringvorlesung „Bildung neu denken“ der TU Umweltinitiative „tuuwi“ aus Dresden, die jedes Hochschulsemester jeweils zwei Ringvorlesungen studentisch selbstorganisieren.
Am 24. Juli 2024 erschien die letzte und 65. Folge des Soziopod, in der sich Breitenbach und Köbel mit einem Rückblick von ihrem Projekt verabschiedeten. Alle Inhalte stehen unter der Lizenz CC-BY-NC-SA 3.0.

## Schriften
- Patrick Breitenbach, Nils Köbel: Wie ich wurde, wer ich bin, und was wir einmal sein werden. Streifzüge durch den Garten der Philosophie. Lübbe, Köln 2016, ISBN 978-3-7857-2557-3 (mit Illustrationen von Isabella Blatter).